# Euura samolad
Euura samolad (Malaise, 1920) è un imenottero della famiglia Tenthredinidae. La larva effettua la sua crescita all'interno di una galla che si forma sulle foglie di salice. Venne per la prima volta descritta da René Malaise nel 1920.

## Descrizione
Le galle dell'insetto sono ricoperte da fitti peli ed il loro colore va del verde al rosso brillante. Crescono sulla lamina inferiore delle foglie della pianta ospite. Le dimensioni sono quelle di un pisello, con un sottile peduncolo che le collega alle foglie di salice lanuginoso (Salix lapponum) e dei suoi ibridi.
La femmina adulta è lunga dai 3,2 ai 6,2 mm, mentre il maschio misura tra i 2,7 e i 4,8 mm. Il pronoto varia da una colorazione piuttosto pallida al nero quasi totale, come pure la zona addominale e le orbite.

## Distribuzione
La specie è diffusa nell'Europa settentrionale, da Scozia, Francia e Fennoscandia fino alla Russia del nord, ma può anche essere presente fino all'estremo oriente.